# Vállalkozások Érdekvédelmi Szövetsége
A Vállalkozások Érdekvédelmi Szövetsége (VÉSZ) 2008 szeptemberében bejegyzett civil szervezet.
Leginkább azzal vált ismertté, hogy tagjai kibontották már kész néha már üzemelő épületekből a számukra ki nem fizetett anyagokat. A szervezetnek több mint száz cég a tagja. A szervezet elnöke Éliás Ádám református teológus, korábban magánvállalkozó.

## A társadalmi szervezet megalakulásának előzményei, okai
A magyar vállalkozások a tőkehiány és a forgó pénzeszközök hiánya miatt kiszolgáltatott helyzetben vannak. Ezért a teljesített munka ellenértéke kifizetésének késlekedése is közvetlen végveszélyt jelenthet számukra. Mindennapos, és a vállalkozások túlnyomó többségét sújtó jelenséggé vált az utóbbi években, hogy a megrendelők, alaptalan ürügyekkel, vagy akár azok nélkül is, nem fizetik ki a teljesített munkát.
A jelenlegi magyar jogrend kizárólag időigényes jogorvoslati lehetőségeket biztosít. A látszólag gyors eljárásokat (fizetési meghagyásos eljárás, jel zálogjog-bejegyzés, stb.) kivétel nélkül hosszú időtartamú (általában többéves), kétes kimenetelű perré alakíthatja át az ellenérdekű fél, amely időközben önmagát pénzeszközeitől kiüresítheti, és a bírósági ítéletet már nem lehet végrehajtani. A jogi-politikai jogalkotás az eddigi tapasztalatok szerint nem volt képes megoldást találni erre a súlyos társadalmi-gazdasági problémára. A megrendelői oldalon az utóbbi időben megfigyelhető egyfajta egyre agresszívabbá, fenyegetőbbé váló magatartás a munkát becsülettel elvégző vállalkozókkal szemben, akik jogosan követelik munkájuk ellenértékét. Ebben a helyzetben a vállalkozásoknak maguknak kell megtalálniuk az alkotmányos jogelvi alapokkal összhangban lévő érdekvédelem hatékony módjait. 

## Tevékenysége

### Gyorsreagálású Önvédelmi Zónák Mozgalom
Gyorsreagálású Önvédelmi Zónák Mozgalom (GYŐZ) a kilakoltatások ellen 2009 áprilisában alakult kezdeményezés.
Alapelvének tekinti: "A mi éghajlati övezetünkben létfeltétel az emberhez méltó lakás. Civilizációs követelmény, hogy minden családnak önálló otthona legyen." A mozgalom csoportjain belül az emberek figyelnek egymásra, s ha híre megy, hogy valahol kilakoltatást akarnak végrehajtani, összegyűlik 30-40-50 férfi aki megakadályozza azt. A működés elveit 12 pontban lett meghatározva. 

### Ügyintézési akciók
A szervezet a tagjainak tartozó vagy azzal üzleti vitába bonyolódott vállalkozásokat keresi fel, hogy „helyszíni érdekérvényesítéssel” próbáljon célt érni. Ennek keretében például jelentős számban ügyfélként tértek be a bankfiókba, ahol sorszámot húztak, és érdeklődtek különböző termékek iránt.
A VÉSZ 2011. május 25-én jelentette be , tiltakozásul a CIB Bank és TESCO a VÉSZ szerint kis- és középvállalkozások jogos érdekeit semmibe vevő magatartása ellen, hogy ügyintézési akciókat hajt végre az ország egész területén.  HVG.HU: Egy cég vitája a CIB Bankkal: reménytelen küzdelem?
2011 június 22-én  A CIB mintegy ötven szimpatizánsa jelent meg a CIB Bank Medve utcai székházának bankfiókjában. Az akció célja  a CIB szerint deklaráltan az ügyfélforgalom ellehetetlenítése volt, hiszen valós ügyféligényekkel, fióki ügyintézést igénylő kérdésekkel nem fordultak a bank munkatársaihoz. [Az akciót bankrablási kísérletnek értékelték.  
A VÉSZ a Bűncselekmény felvetésével kapcsolatban nyílt levelet írt a Országos Rendőr-főkapitányságnak  amiben tisztázta a célokat és módszereket.
2012 július 9-én négy vállalatnál, körülbelül 10 helyszínen tartottak akciókat. A leglátványosabb a CIB bankfiókjai elleni volt, ahol nagy tömeg gyűlt össze A szervezet állítása szerint tíz, a bank szerint hét fővárosi bankfióknál jelentek meg a VÉSZ aktivistái. A bank biztonsági szolgálata a fiók bezárása és a rendőrség értesítése mellett döntött, ám a rendőrség nem találtak "intézkedésre okot adó körülményt".

### További események
- 2008. október 21-én Szegeden próbált a VÉSZ egy bontási akciót lebonyolítani, ahol a 44 millió forintos költség felét nem kapta meg az építő. Ezt az akciót a rendőrség megakadályozta.
- 2008. december 10-én 3 helyen tartottak a folyamatban lévő per alapját képező kifizetetlen tartozások miatti bontási akciót, mely során vagyontárgyakat vettek magukhoz
- 2009. április 6-án A VÉSZ megjelent egy általa jogtalannak tartott árverésen, és annak felfüggesztését érte el. Négy TV stáb, az MTI, az Ingatlan internetes újság szintén jelen voltak.
- 2009. május 20-án az APEH Váci úti székháza előtt építőipari anyagokat helyeztek el, "Természetbeni adófizetést" mottóval. A kisvállalkozások lánctartozások miatti ellehetetlenülésére hívták fel a figyelmet. Ebben a helyzetben ugyanis nemcsak hogy elvégzett munkájukért nem kapnak pénzt, nem létező bevételük után még adózniuk is kell.
- 2009. augusztus 11-én A VÉSZ sajtótájékoztatót tartott, ahol ismertették a bankokkal szembeni felhívásukat kifejtve elítélő véleményüket és példáikat azok üzleti magatartásáról ; az egyik alelnök házának felgyújtásával kapcsolatos álláspontjukat .
- 2010. január 27-én az Árverező Ház (ÁH) Zrt. ingatlant árverező aukcióján vett részt érdekvédőként a VÉSZ. Nyolcvannégy vegyes használatú ingatlan elárverezésére került (volna) sor, ám ezt az Otthon- és Érdekvédők Magyarországi Szövetsége nagyrészt meghiúsította. Az aukció során atrocitás történt, mely során Tasnádi Péter egy fotóriporter gépének memóriakártyáját szerezte meg fenyegetéssel. Az incidensnek Éliás Ádám, a VÉSZ elnöke és a sajtó több képviselője vetett véget, akik kiszabadították Burger Zsoltot a szobából.
- 2010. december 22-én Az VÉSZ aktivisták Budaörsön, Győrben, Hajdúböszörményben, Szegeden és Székesfehérváron árukkal megrakott bevásárlókocsikat láncoltak le a kasszasor előtt tiltakozásul a Tesco-Gobal Áruházak Zrt. részére elvégzett munkák miatti kb. 80 millió forintos tartozások miatt. A Tesco vállalati kommunikációs igazgatója ezt cáfolta.  Archiválva 2014. augusztus 10-i dátummal a Wayback Machine-ben
- 2010. szeptember 30-án, tömegdemonstráció keretében, petíciót adott át a Vállalkozások Érdekvédelmi Szövetsége a Bankszövetség elnökének. A petíciót Müller János főtitkár vette át. Ebben a VÉSZ követelte, hogy a deviza elszámolású hitelek törlesztési szintjét csökkentsék a forint tényleges gyengülésének mértékére, és felajánlotta együttműködését egy új – az emberek és a gazdaság valós érdekeit ténylegesen szolgáló -pénzműködési-hitelműködési paradigma kialakításához szükséges előkészítő munkában. Erre 2011. január közepéig semmilyen válasz nem érkezett. [halott link]
- 2012 és 2013 folyamán, miközben a Szövetség sikeresen folytatta érdekvédelmi tevékenységét, a Belügyminisztérium Területrendezési, Építésügyi és Örökségvédelmi Államtitkársága bevonta a VÉSZ-t az építésügyi jogszabályok átalakításának előkészítésébe, különösen a lánctartozások jogi úton történő megakadályozása területén.

## Működés jogszerűségével kapcsolatos kételyek és eljárások
- 2010. június 17-én Éliás Ádámmal szemben emelt vádat a II. és III. kerületi ügyészség, kényszerítés bűntettének kísérlete miatt. Az ügyészség szerint a vádlott tavaly júliusban a nagy nyilvánosság előtt is közzétett ultimátumot intézett a magyarországi bankszférához.
- 2011. január 26-án megkezdődött bankszektor kényszerítése miatti büntetőügy lezárásaképpen a büntetőtanács 2011. március 30-án tíz hónap, három évre felfüggesztett börtönbüntetésre ítélte szerdán a II.-III. kerületi bíróság nem jogerősen Éliás Ádámot, ultimátuma miatt.
- 2011. október 19-én a Fővárosi Bíróság mint másodfokú bíróság 24. Bf.II.7675/2011/5. számú ítéletével bűncselekmény hiányában felmentette Éliás Ádámot, a VÉSZ elnökét a vád alól. Mivel ez az ítélet ellentétes volt a II. és III. Kerületi Bíróság ítéletével, ezért az ügyészség élt a fellebbezés lehetőségével. A Fővárosi Bíróság, részletes, alapos indoklásában a cselekmény jogellenességének hiányát állapította meg.
- 2012. április 11-én a Fővárosi Ítélőtábla mint harmadfokú bíróság, az ügyészség fellebbezése után, 3.Bhar.392/2011/7. számú ítéletében, bűncselekmény hiányában, jogerősen felmentette Éliás Ádámot a vád alól. A Fővárosi Ítélőtábla jogerős ítélete teljes egészében megerősíti a Fővárosi Bíróság másodfokú ítéletét, többek között azzal is kiegészítve, hogy a vádlott cselekménye előkészületként sem értékelhető. A felmentő ítéleteknek jogtörténeti jelentőségük van, tekintettel arra, hogy Éliás Ádám ultimátumot intézett a bankokhoz a kilakoltatások megakadályozása érdekében, feketelistát hozott nyilvánosságra azokról a bankokról, amelyek nem hirdettek kilakoltatási moratóriumot, majd kilátásba helyezte a kilakoltató bankok működésének megsemmisítését. A felmentő ítéletek egyértelművé teszik, hogy jogszerű a társadalom önvédelme a bankok túlhatalmával szemben.
- A szövetség néhány tagja 2012-ben kétségeit fejezte ki a szervezet működésének jogszerűségével és elnökének vezetési módszerével kapcsolatban. Kilenc szövetségi tag az ügyészség vizsgálatát kérte, mert szerintük a szervezet jogellenesen és saját alapszabályával is ellentétesen működött. Miután az ügyészségi vizsgálat számos hiányosságot tárt fel, azokat részben korrigálták.
- 2013-ban a szervezet elnökének esetleges anyagi érintettségéről is találgatások jelentek meg egyes lapokban. Az elnök a személye ellen felhozott vádakat cáfolta.[5]